# Estadi Víctor Agustín Ugarte
L'Estadi Víctor Agustín Ugarte és un estadi esportiu de la ciutat de Potosí, Bolivia.
L'estadi va ser inaugurat el 1992, anomenant-se Estadi San Clemente fins a l'any 2000. Aquest any fou rebatejat Mario Mercado Vaca Guzmán. L'any 1997 fou ampliat en capacitat fins als 13.000 espectadors i el 2008 es remodelà fins als 32.000 adoptant el nom en honor al futbolista Víctor Agustín Ugarte.
Té una capacitat per a 32.000 espectadors i és la seu dels clubs Real Potosí i Nacional Potosí. La seva situació, a 4.000 metres per sobre del nivell del mar, un dels més elevats del món, ha estat sovint motiu de controvèrsies per la manca d'oxigen que pateix el cos humà a aquesta altitud.